# آبه وادینگتون
آبه وادینگتون (انگلیسی: Abe Waddington; ۴ فوریهٔ ۱۸۹۳ – ۲۸ اکتبر ۱۹۵۹) بازیکن کریکت، و بازیکن فوتبال اهل بریتانیا بود.
از باشگاه‌هایی که در آن بازی کرده‌است می‌توان به باشگاه فوتبال برادفورد سیتی اشاره کرد.